# Inítao
Inítao  es un municipio filipino de tercera categoría, situado en la parte sudeste de la isla de Mindanao. Forma parte de  la provincia de Misamis Oriental situada en la Región Administrativa de Mindanao del Norte en cebuano Amihanang Mindanaw, también denominada Región X. 
Para las elecciones está encuadrado en el Segundo Distrito Electoral.

## Barrios
El municipio  de Inítao se divide, a los efectos administrativos, en 16 barangayes o barrios, conforme a la siguiente relación:
| - Aluna - Andales - Apas - Calacapán | - Gimangpang - Jampasón - Kamelón - Kanitoán | - Oguis - Pagahán - Población - Pontacón | - San Pedro - Sinalac - Taguantaguán (Tawantawan) - Tubigán |

## Historia
La provincia de Misamis, creada en 1818, formaba parte de la Capitanía General de Filipinas (1520-1898). Estaba dividida en cuatro partidos. El Partido de Misamis comprendía los fuertes de Misamis y de Iligán además de Luculán e Inítao.

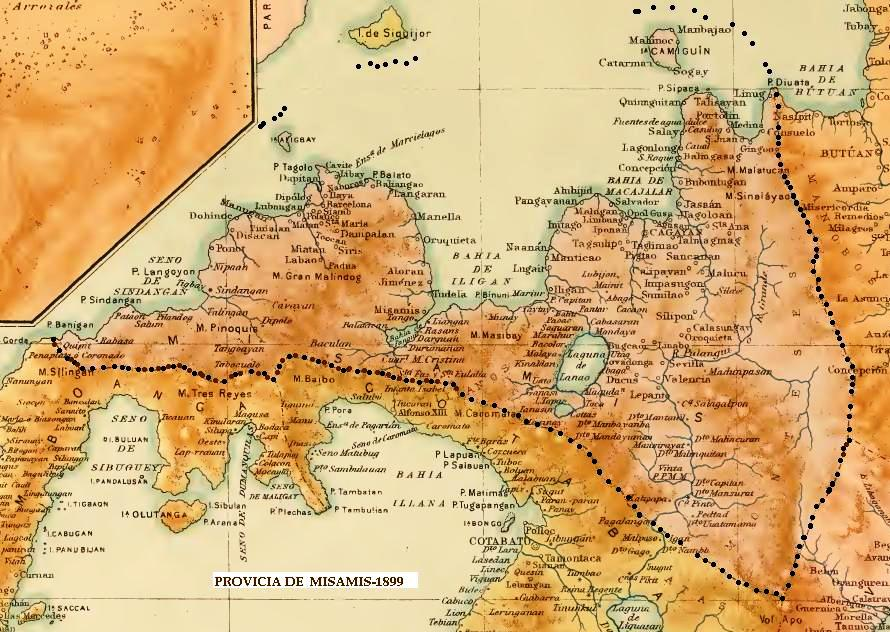
El Distrito 2º de Misamis en 1899.

A finales del siglo XX la isla de Mindanao se hallaba dividida en siete distritos o provincias, uno de los cuales era el Distrito 2º de Misamis, su capital era la villa de Cagayán de Misamis y del mismo dependía la comandancia de Dapitan. Uno de sus pueblos era El Salvador poblado por  6,640 alamas, incluyendo sus visitas de Alubijid, Inítao y Naauan.
A principios del siglo XX, durante la ocupación estadounidense de Filipinas, Inítao fue uno de los 15 municipios que formaban la provincia de Misamis.
El 7 de febrero de 1949 fue creado el municipio de Manticao formado por los barrios de Manticao, Talabaán, Mambaya, Punta Silum y  Lugait, así como los  sitios de Taloca, Sambuyaan, Pagawan, Upper Malatong, Patag, Daan Manticao, Kalangahan, Mambuaya, Dimalosi, Olab, Taal, Talacogon, Macaw, Tigbao, Cabocabo, Zalimbal, Sisamon, Tamao, Laolao, Lagondogon, Ayaaya, Linabo, Padionga, Santo Nino, Paitan y Kaloknayan, hasta ahora pertenecientes al municipio de Inítao.
El 26 de octubre de 1953 fue creado el municipio de Libertad formado por los siguientes barrios: Pertenecientes al  municipio de Inítao:  Barrios de Libertad, donde se sitúa el nuevo ayuntamiento y de Himay-lan con los sitios de Taboo, Upper Himaylan, Ritablo, Kamaca, Lobloban, Bitaogon, Pinamagsalan, Ulab, Kilangit y Quezon. Pertenecientes al  municipio de Alubijid: Barrios de Matangad y de Paugayawan con los sitios de  Dolong y Tala-o.
El 9 de febrero de 1957 fue creado el distrito municipal de Lourdez formado por parte de los términos de Alubijid, El Salvador, Inítao, Manticao y Opol. 
El 5 de junio de 1957 fue creado el municipio de Naauán (Naawan) formado por el barrio del mismo nombre perteneciente al municipio de Inítao.